# 西鳳山駅
西鳳山駅（ソボンサンえき、朝鮮語: 서봉산역）は、朝鮮民主主義人民共和国黄海北道鳳山郡にある駅で、鳳山線に属する。 

## 隣の駅
鳳山線
鳳山駅 - 西鳳山駅